# Rajczi Péter
Rajczi Péter (Lengyeltóti, 1981. április 3. –) válogatott labdarúgó, csatár.

## Pályafutása
Rajczi pályafutását Kaposváron kezdte, kiöregedve az ifi csapatból, a somogy megyei bajnokságban kezdte felnőtt pályafutását. A fiatal labdarúgó megerősödve a megyei küzdelmektől, visszatérve a Rákócziba alapembere lett a másodosztályú gárdának. A másodosztályban nagyszerű páros alkottak Jovánczai Zoltánnal, s 2003-ban gólkirály lett, csapata pedig feljutott az élvonalba. A nyerő csatárpáros aztán szétvált, Rajczi az Újpestbe igazolt majd egy évvel később Jovánczai a Fradiba távozott. Újpesten is meghatározó játékos lett, sőt Lothar Matthäus idejében, 2004-ben debütált a válogatottban, de az utána következő két kapitány, Bozsik és Várhidi is számított rá a válogatottban. 2005-2006-os bajnokságban gólkirály lett, így nyáron szóba került külföldre szerződése. Járt próbajátékon a dán Brøndby IFnél, s szóba hozták az angol másodosztályú Birmingham Cityvel, végül csak fél évvel később, 2007 januárjában igazolt külföldre, az angol Barnsley FC-nél töltött el fél évet kölcsönben. A szezon végén az angolok nem vásárolták ki a szerződéséből, így visszatért Újpestre. Bár érdeklősött iránta a NAC Breda is, a 2007-2008-as bajnokságot az Újpesttel kezdte meg. A hatodik forduló után, a nemzetközi átigazolási időszak utolsó napján azonban az olasz másodosztályú Pisához szerződött. Az olasz másodosztályú csapat kezdőcsapatában többek között sorozatos sérülései miatt nem tudott stabil helyet kiharcolni magának így 2008 nyarán távozott. Hívta a Győr is de ő korábbi klubját az Újpest FC-t választotta.
A 2012/2013-as szezont az Újpest B csapatában kezdte meg. Ebben a szezonban a másodosztályban öt mérkőzésen lépett pályára majd 2012. december 14-én az Újpest FC hivatalosan is egyoldalúan szerződést bontott a játékossal. 2013. január 28-án jelentették be szerződtetését a Kecskeméti TE-nél. 2015-től a másodosztályú Kisvárda csapatát erősítette. Két évet játszott a csapatban, majd visszatért nevelőegyesületéhez, a Kaposvári Rákóczihoz. A csapattal harmadosztályú bajnokságot nyert, majd a 2018-2019-es szezonban a másodosztályban feljutáshoz segítette a klubot. Két szezon alatt 37 bajnokin tizenötször volt eredményes. 2019 nyarán a harmadosztályban szereplő III. Kerületi TVE játékosa lett. 2023-ban igazolt az osztrák nyolcadosztályban szereplő USV Neulengbach csapatába. 42 évesen visszavonult. 

## Sikerei, díjai
- A magyar bajnokság gólkirálya: 2006
- Az év magyar labdarúgója a magyar élvonalban: 2006

## Statisztika

### Mérkőzései a válogatottban
| Magyarország | Magyarország        | Magyarország                       | Magyarország | Magyarország | Magyarország       | Magyarország | Magyarország | Magyarország |
| #            | Dátum               | Helyszín                           | Hazai        | Eredmény     | Vendég             | Kiírás       | Gólok        | Esemény      |
| ------------ | ------------------- | ---------------------------------- | ------------ | ------------ | ------------------ | ------------ | ------------ | ------------ |
| 1.           | 2004. november 30.  | Bangkok (THA)                      | Magyarország | 0 – 1        | Szlovákia          | Király-kupa  | -            |              |
| 2.           | 2004. december 2.   | Bangkok (THA)                      | Magyarország | 5 – 0        | Észtország         | Király-kupa  | 1            | 25'          |
| 3.           | 2005. február 2.    | Isztambul (TUR)                    | Magyarország | 0 – 0        | Szaúd-Arábia       | barátságos   | -            |              |
| 4.           | 2005. március 30.   | Budapest, Szusza Ferenc Stadion    | Magyarország | 1 – 1        | Bulgária           | vb-selejtező | 1            | 90'          |
| 5.           | 2005. június 4.     | Reykjavík, Laugardalsvöllur        | Izland       | 2 – 3        | Magyarország       | vb-selejtező | -            |              |
| 6.           | 2005. szeptember 3. | Budapest, Szusza Ferenc Stadion    | Magyarország | 4 – 0        | Málta              | vb-selejtező | 1            | 68' 85'      |
| 7.           | 2005. december 15.  | Phoenix, Chase Field Stadium (USA) | Magyarország | 0 – 2        | Mexikó             | barátságos   | -            | 58'          |
| 8.           | 2005. december 18.  | Miami (USA)                        | Magyarország | 3 – 0        | Antigua és Barbuda | barátságos   | -            | 45'          |
| 9.           | 2006. május 24.     | Budapest, Szusza Ferenc Stadion    | Magyarország | 2 – 0        | Új-Zéland          | barátságos   | -            | 82'          |
| 10.          | 2007. március 24.   | Podgorica                          | Montenegró   | 2 – 1        | Magyarország       | barátságos   | -            | 53'          |
| 11.          | 2007. október 13.   | Budapest, Szusza Ferenc Stadion    | Magyarország | 2 – 0        | Málta              | Eb-selejtező | -            | 83'          |
|              | Összesen            |                                    |              | 11           | mérkőzés           |              | 3            | gól          |